# Ла Пас (департамент, Хондурас)
Вижте пояснителната страница за други значения на Ла Пас.
Ла Пас (на испански: La Paz) е един от 18-те департамента на централноамериканската държава Хондурас. Населението е 206 065 жители (приб. оц. 2015 г.), а общата му площ e 2331 км². Столицата е едноименния град Ла Пас.

## Общини
Департаментът се състои от 19 общини, някои от тях са:
1. Ла Пас
2. Маркала
3. Опаторо
4. Сан Хосе
5. Санта Ана
6. Санта Елена
7. Санта Мария